# Changpeng Zhao
Changpeng Zhao (Jiangsu, 10 de setembro de 1977) é um executivo de negócios sino-canadense, fundador e Ex-CEO da Binance, a maior exchange de criptomoedas do mundo em volume de negociação, em abril de 2018. Anteriormente, Zhao era membro da equipe que desenvolveu o Blockchain.info e também atuou como diretor de tecnologia da OKCoin.

## Vida pregressa
Zhao nasceu na província de Jiangsu, na China. No final dos anos 80, ele se mudou com sua família para Vancouver, no Canadá. Seu pai era professor na China antes de ser rotulado de "intelecto pró-burguês" e exilado de seu país. Em sua adolescência, Zhao ajudou a sustentar sua família trabalhando em vários empregos na indústria de serviços, incluindo ser funcionário do McDonald's.
Zhao estudou na Universidade McGill em Montreal, no Canadá, onde se formou em ciência da computação.

## Carreira
Após a faculdade, Zhao começou a trabalhar para a Bolsa de Valores de Tóquio, desenvolvendo software para correspondência de ordens de negociação. Ele também trabalhou na Bloomberg Tradebook, onde foi desenvolvedor de software de negociação de futuros.
Em 2005, mudou-se para Xangai, onde fundou a Fusion Systems, conhecida por "alguns dos sistemas de negociação de alta frequência mais rápidos para corretores".
A partir de 2013, ele trabalhou em vários projetos de criptomoeda, incluindo Blockchain.info e também atuou como diretor de tecnologia da OKCoin.

### Problemas legais
Em 2017, Zhao deixou a OKCoin para iniciar uma troca de criptomoedas chamada Binance. Ele lançou a empresa em julho de 2017, após um financiamento de 15 milhões de dólares arrecadado durante uma oferta inicial de moedas. Em menos de oito meses, Zhao cresceu Binance para a maior do mundo de troca criptomoeda por volume de negociação, a partir de abril de 2018. Em fevereiro de 2018, a revista Forbes colocou terceira em sua lista de "As Pessoas Mais Ricas Em Criptomoeda". Em setembro de 2018, seu patrimônio líquido é estimado em 1,4 bilhões de dólares.
Em novembro de 2023, Zhao concordou em renunciar à Binance e pagar uma multa de US$ 50 milhões como parte de uma confissão de culpa em acusações federais dos EUA. A Binance também concordou em se declarar culpada e pagar US$ 4,3 bilhões em multas. Como CEO, Zhao foi substituído por Richard Teng. Em abril de 2024, Zhao foi condenado a quatro meses de prisão após se declarar culpado por acusações de lavagem de dinheiro. Os promotores pediram 3 anos de detenção. Seus advogados de defesa observaram que o fundador da BitMEX, Arthur Hayes, recebeu liberdade condicional por um crime semelhante.